# Santa Elena (Entre Ríos)
Santa Elena is een plaats in het Argentijnse bestuurlijke gebied La Paz in de provincie  Entre Ríos. De plaats telt 18.410 inwoners.

## Geboren
- Willy Caballero (1981), voetballer
- Ismael Blanco (1983), voetballer